# IC 1854
IC 1854 — галактика типу S0 (спіральна галактика) у сузір'ї Овен.
Цей об'єкт міститься в оригінальній редакції індексного каталогу.